# Civitaluparella
Civitaluparella – miejscowość i gmina we Włoszech, w regionie Abruzja, w prowincji Chieti.
Według danych na rok 2004 gminę zamieszkiwały 432 osoby, 19,6 os./km².